# Поліньяно-а-Маре
Поліньяно-а-Маре (італ. Polignano a Mare) — муніципалітет в Італії, у регіоні Апулія, метрополійне місто Барі.
Поліньяно-а-Маре розташоване на відстані близько 410 км на схід від Рима, 33 км на південний схід від Барі.
Населення — 17 991 особа (2014).

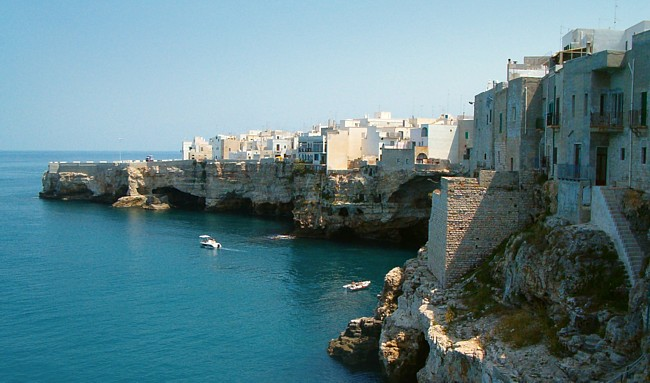

Щорічний фестиваль відбувається 15 червня. Покровитель — святий Віт Martire.

## Демографія
Населення за роками:

Станом на 1 січня 2023 року в муніципалітеті офіційно проживало 616 іноземців з 58 країн, серед них 75 громадян країн Євросоюзу та 6 громадян України.

## Сусідні муніципалітети
- Кастеллана-Гротте
- Конверсано
- Мола-ді-Барі
- Монополі

## Галерея зображень

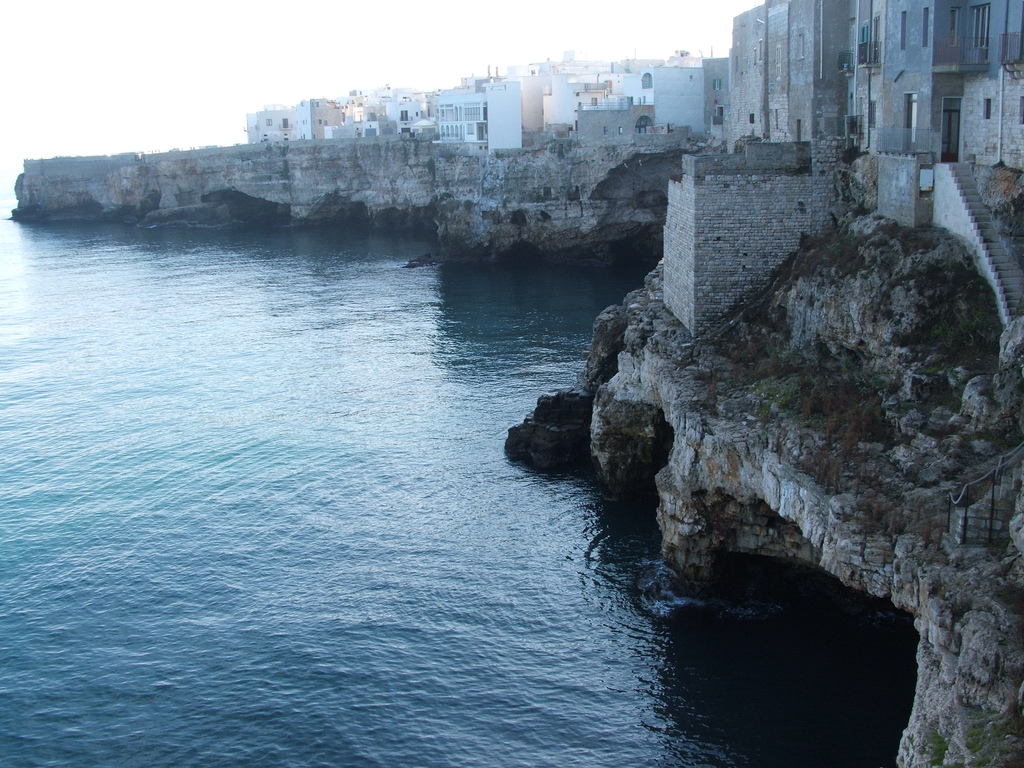
Grotta Ardito
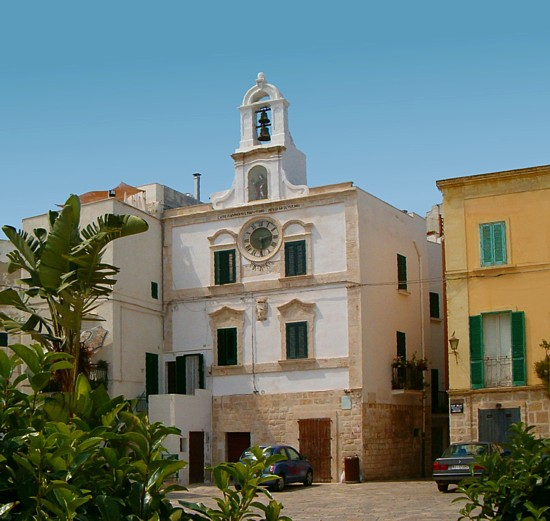
Piazza dell' Orologio
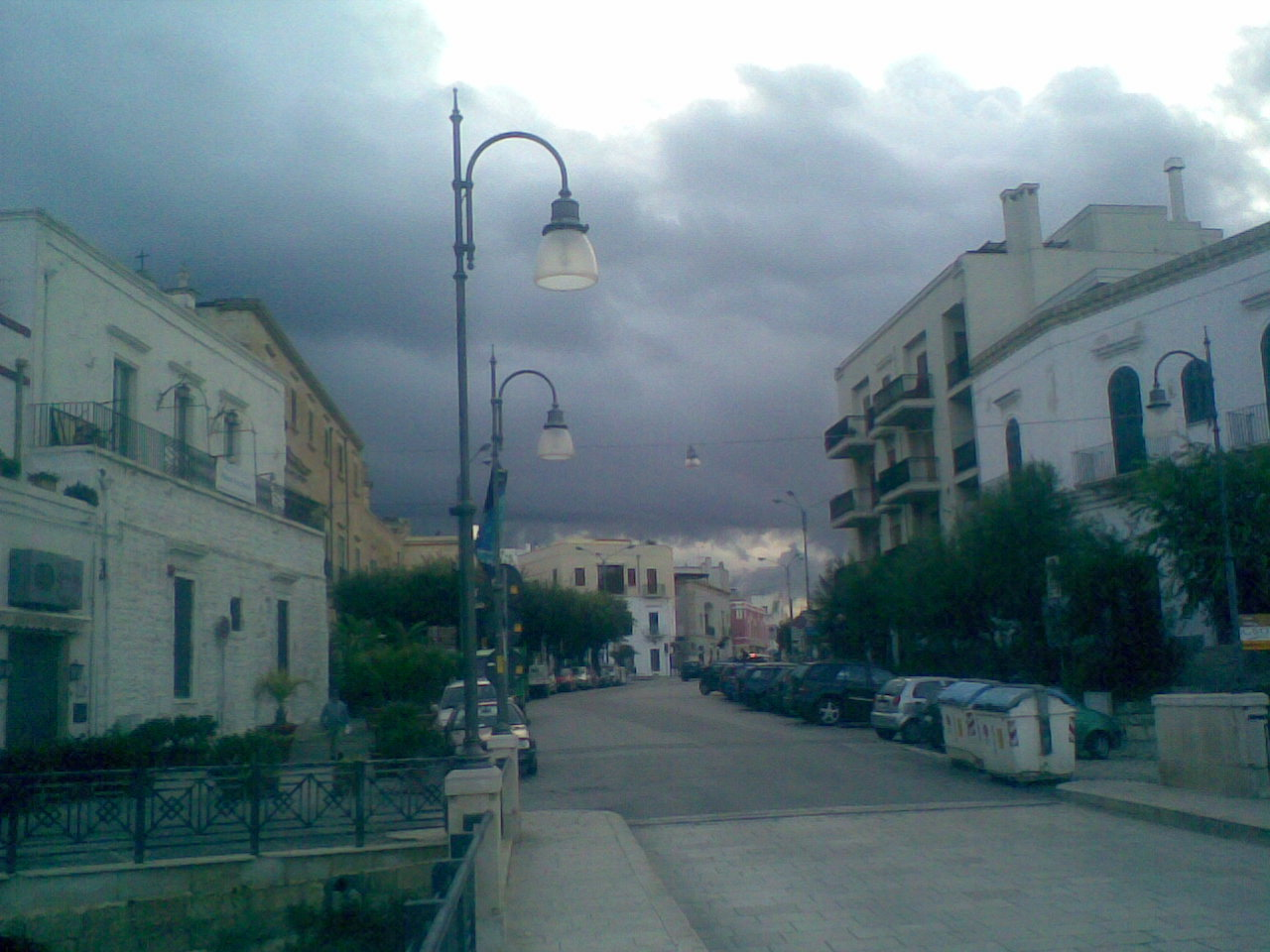
Il ponte Lama Monachile
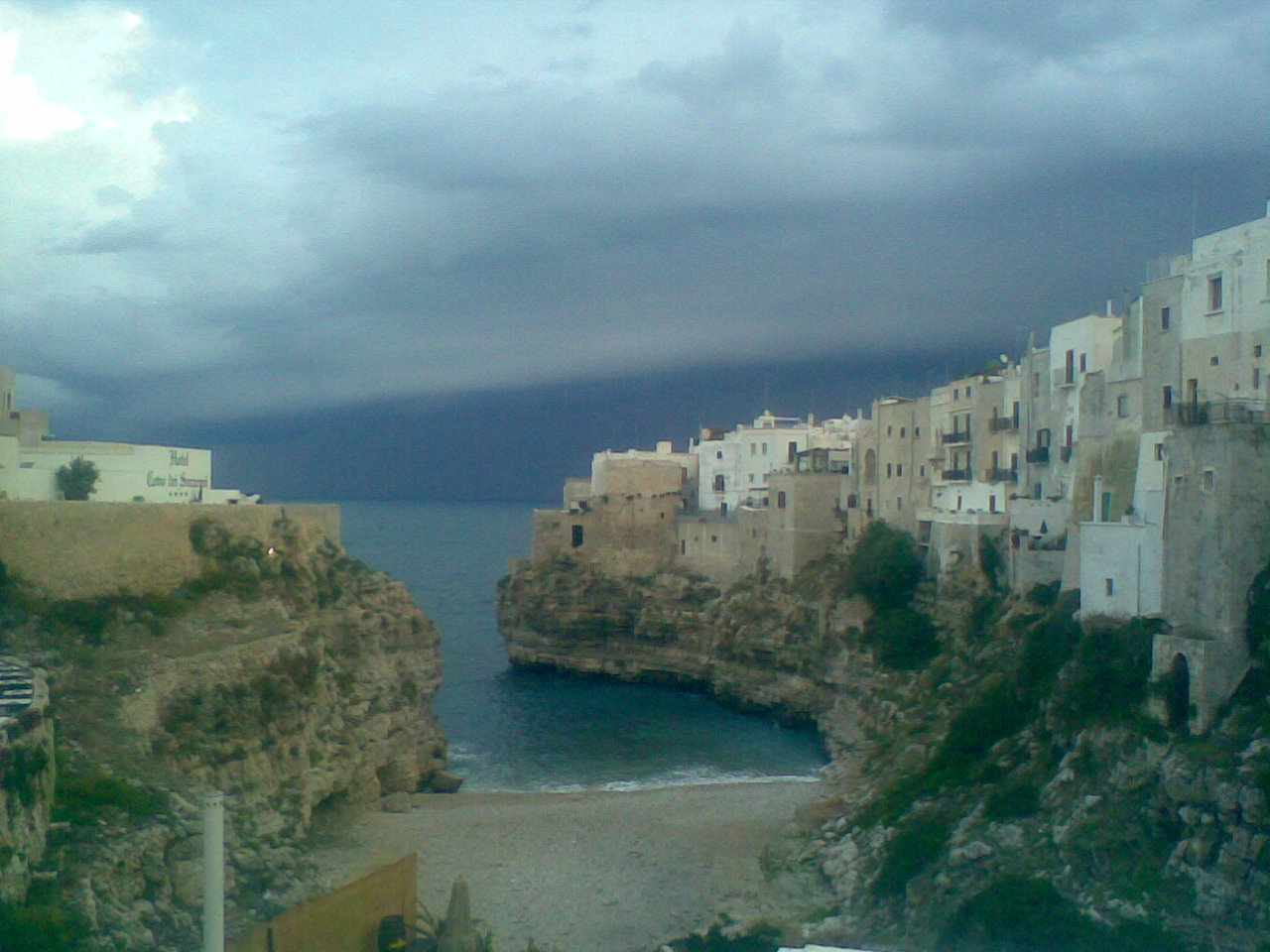
La Lama Monachile vista dal mare

## Особистості
- Доменіко Модуньйо (1928—1994) — італійський співак, композитор, актор і політик.
- Аґостіно Чяска (1835—1902) ― італійський католицький архієпископ і кардинал; сходознавець, архівіст Ватиканського архіву. Головував на Львівському синоді 1891 року.